# كيني أندرسون
كيني أندرسون (بالهولندية: Kenny Anderson)‏ (14 فبراير 1992 خوريكوم هولندا - ) هو لاعب كرة قدم هولندي يلعب كمدافع.

## روابط خارجية
- كيني أندرسون على موقع قاعدة بيانات كرة القدم.إي يو (الإنجليزية)
- كيني أندرسون على موقع Soccerbase.com (لاعب) (الإنجليزية)
- كيني أندرسون على موقع Soccerway.com (الإنجليزية)